# SWM (automobile)
Speedy Working Motors ou SWM (斯威 汽车) est une marque automobile chinoise lancée le 27 juillet 2016 après que le groupe Shineray a acheté la marque SWM (motos) en 2014. Le centre de conception SWM a été créé à Milan, en Italie, tandis que la ligne de production a été installée à Chongqing, en Chine.

## Historique
Les débuts de la marque SWM a commencé avec six nouveaux modèles exposés à EICMA 2014 avec un financement pour l'entreprise en provenance de Chine via l'entité Shineray Group. SWM continuera à fabriquer des motos en Italie avec certains de ses moteurs acquis à Husqvarna (moteurs remplacés par des unités KTM à la suite de l'acquisition par Peirer). Le groupe Shineray a par la suite révélé la marque SWM Automotive en 2016 à Pékin, en Chine, et a lancé le crossover intermédiaire 7 places SWM X7 peu de temps après.

## Modèles actuels

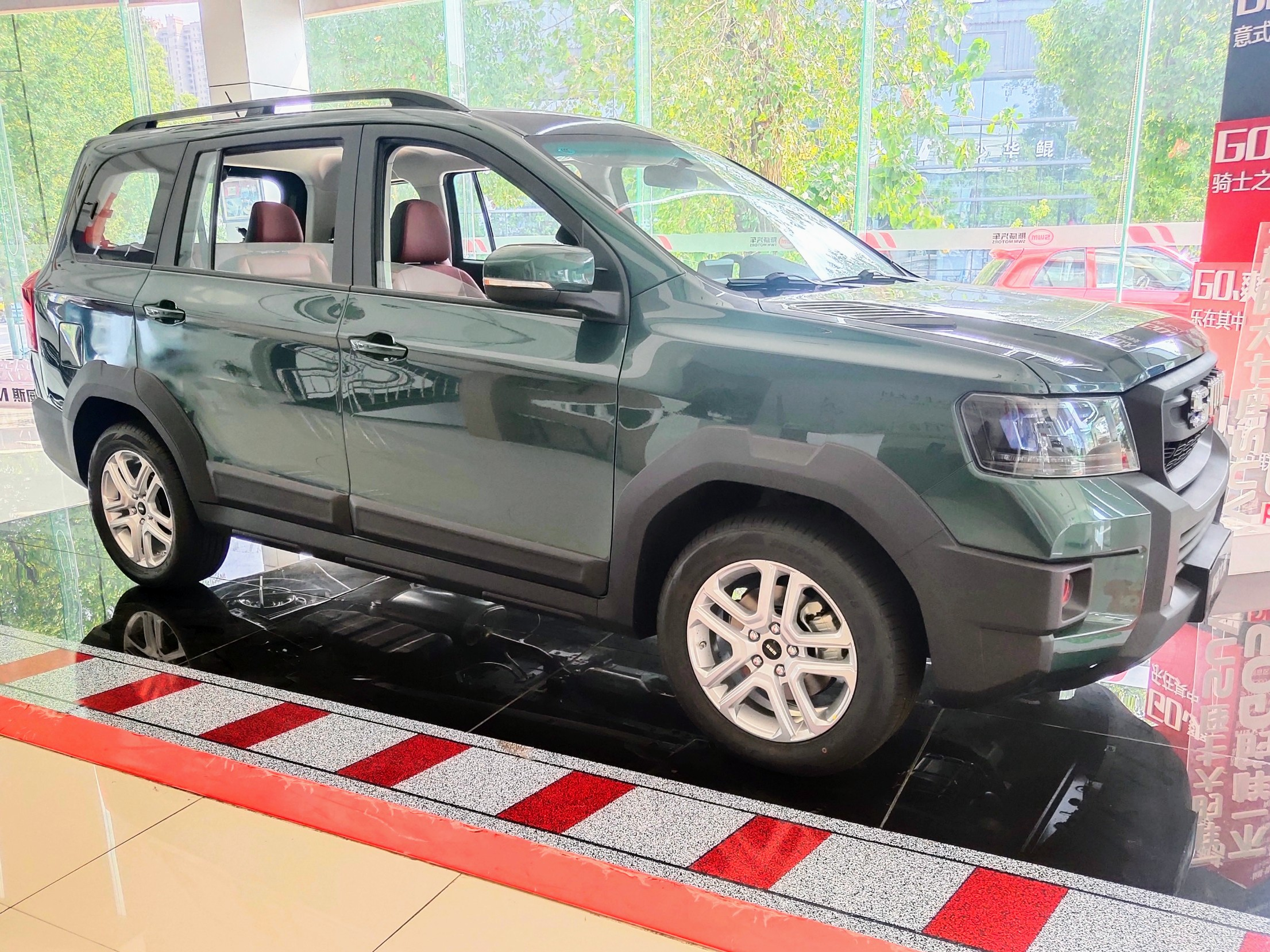
SWM Tiger
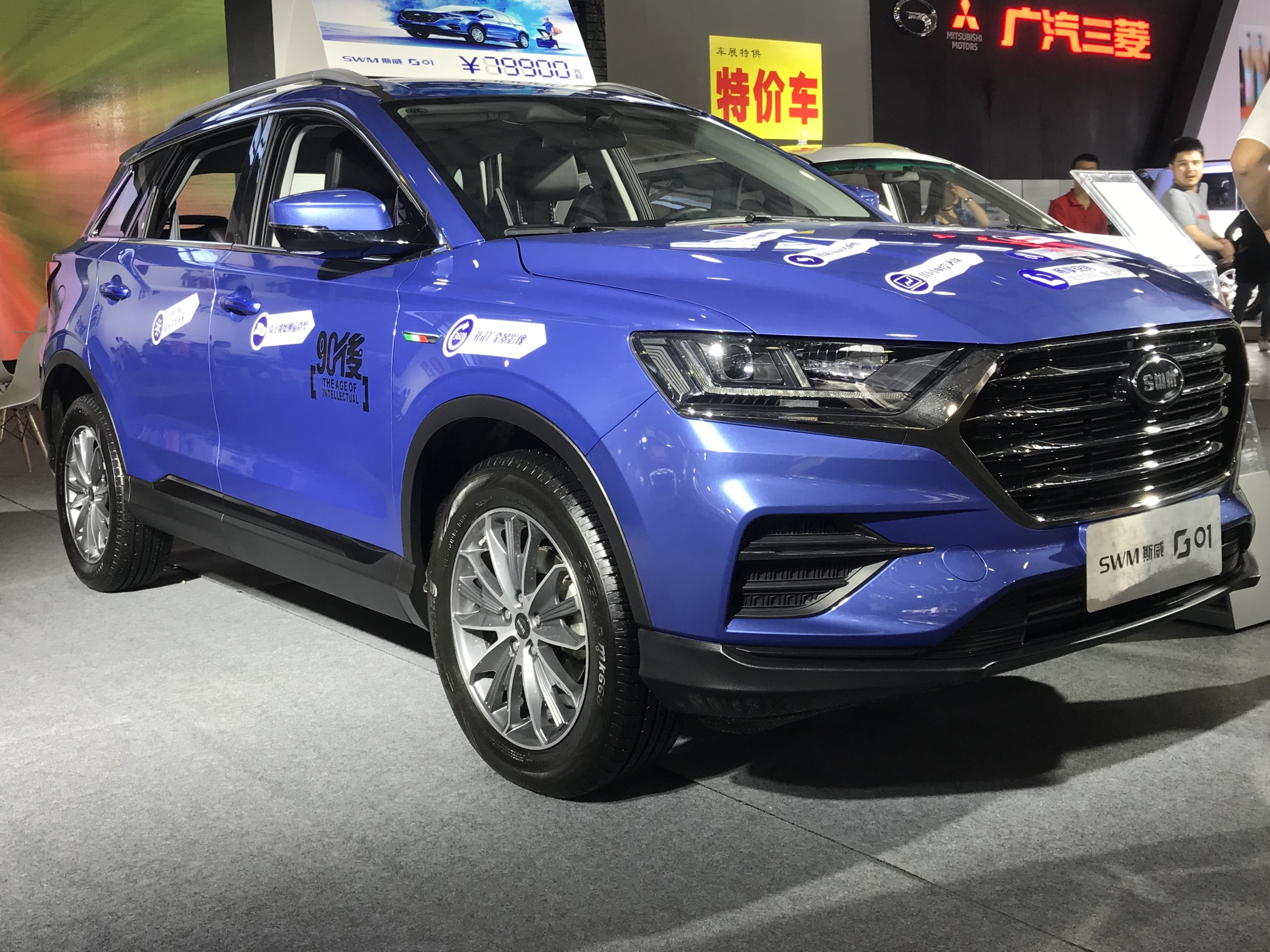
SWM G01
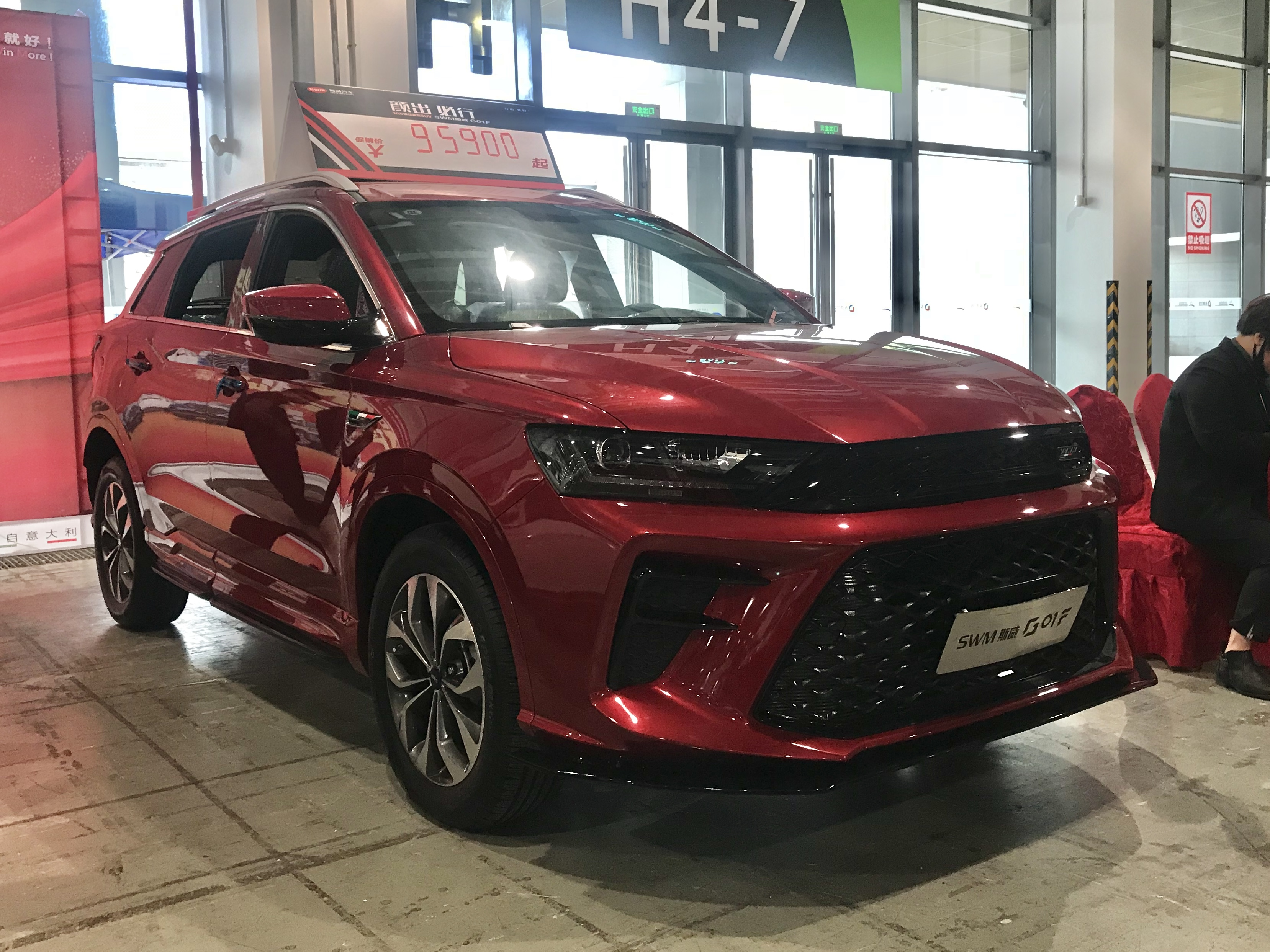
SWM G01 F-edition
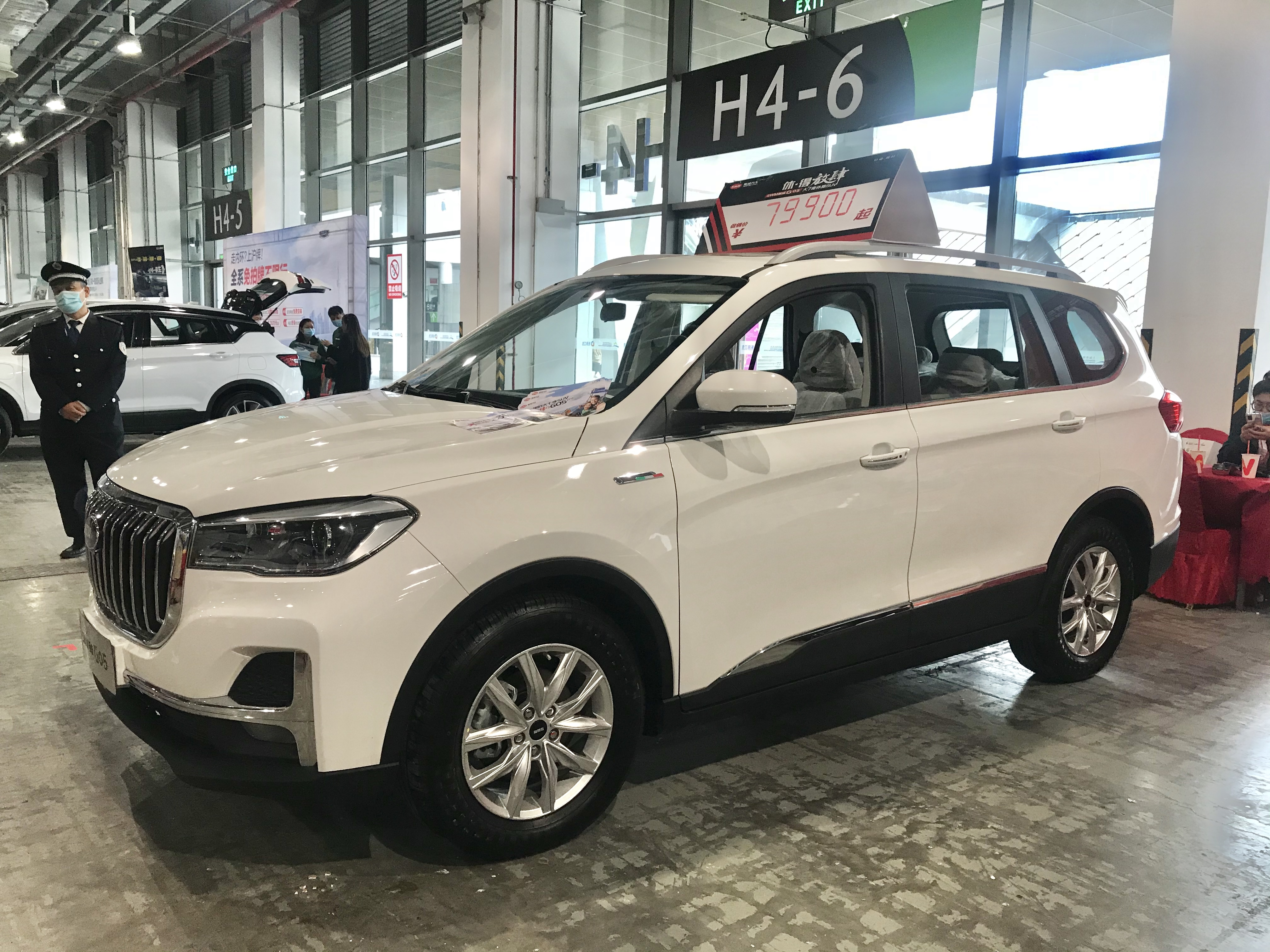
SWM G03
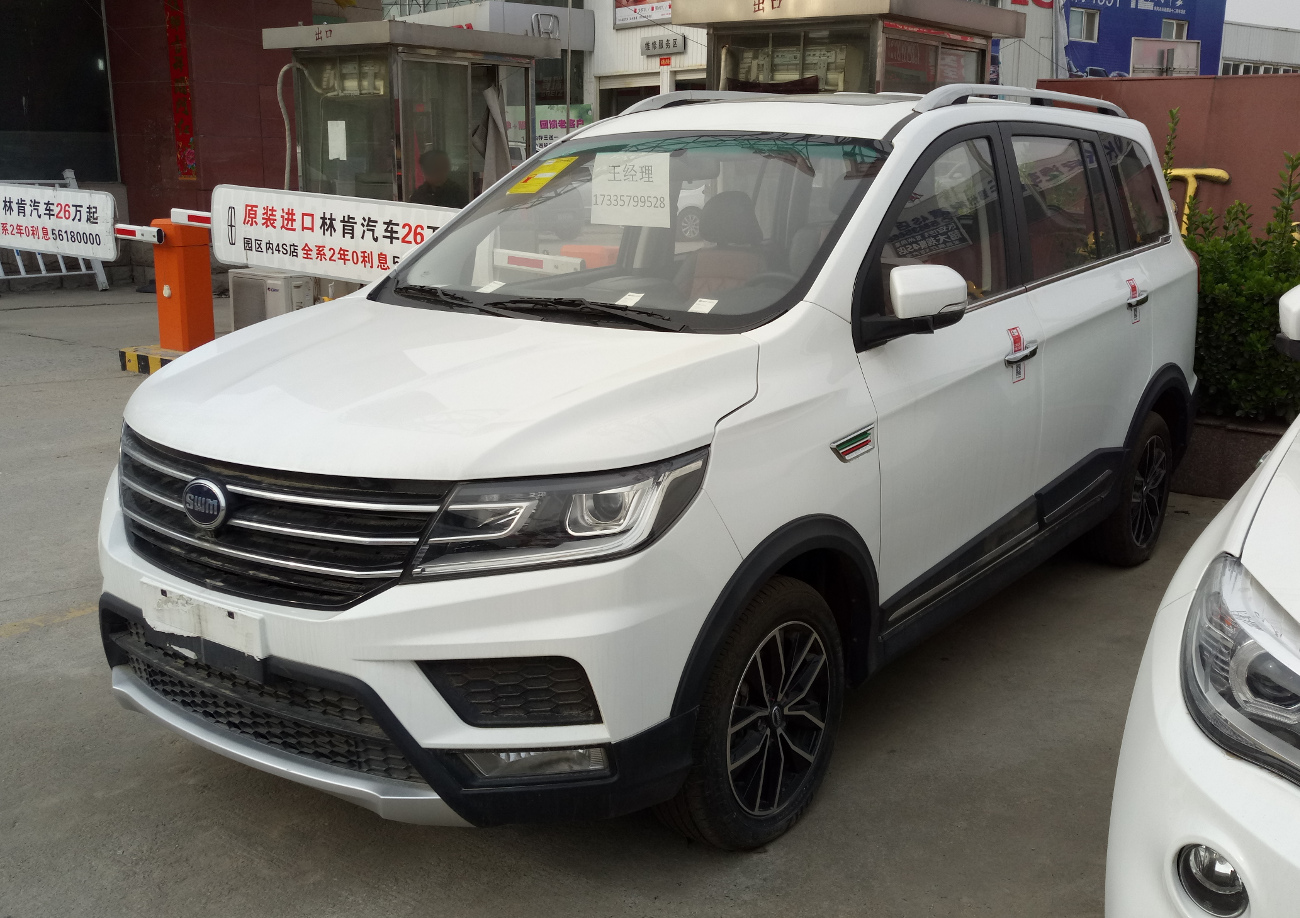
SWM G05
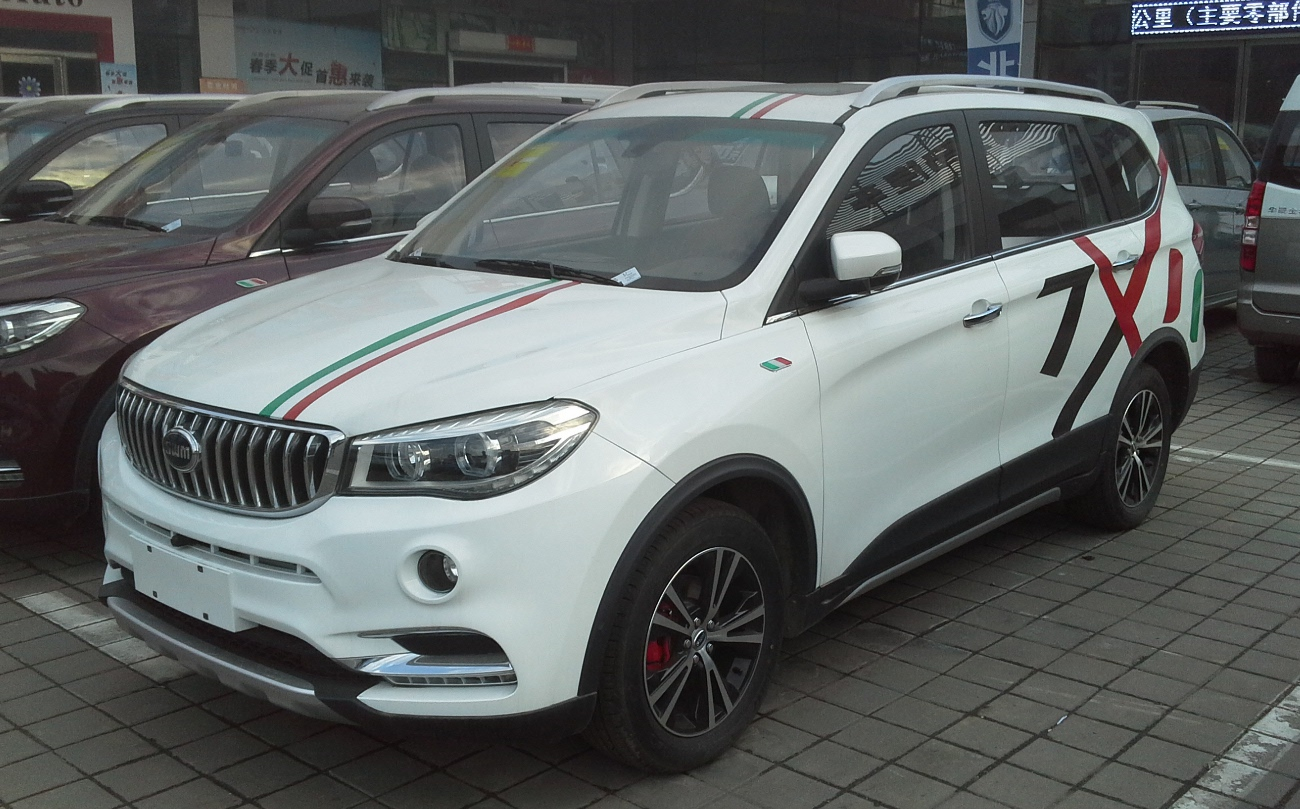
SWM X7
- SWM X3
- SWM X2
- SWM X30L EV

- SWM Tiger
- SWM G01
- SWM G01 F-edition
- SWM G05
- SWM X3
- SWM X7